# C/2012 S1
C/2012 S1 (ISON) je komet sungrazer otkriven 21. rujna 2012. Komet su otkrili Vitalij Nevski i Artiom Novičonok koristeći 40 cm teleskop iz projekta ISON (Internation Scientific Optical Network) i software CoLiTec za automatsko otkrivanje asteroida. Naknadno su otkrivene snimke kometa snimljene 28. prosinca 2011. i 28. siječnja 2012. Otkriće kometa je potvrđeno 22. rujna 2012. od strane tima s Remanzacco Opservatorija u Italiji. Minor Planet Center je otkriće kometa službeno potvrdio 24. rujna 2012. godine, tri dana nakon njegova otkrića.

## Orbita
Komet C/2012 S1 prošao je kroz perihel 28. studenog 2013. godine na udaljenosti od 0.012 AJ (1,8 milijuna km) od središta Sunca. S obzirom kako je radijus Sunca 695.000 km, komet je prošao na samo 1,1 milijun km iznad njegove površine. Putanja kometa je bila gotovo parabolična što ukazuje na mogućnost kako je ovo kometu prvi prolazak kroz unutrašnji sunčev sustav, tj. da se radi o "svježem" objektu iz Oortova oblaka. Kako se komet približavao Suncu tako je prošao kraj Marsa 1. listopada i to na udaljenosti od 10,8 milijuna km. Najbliži prolaz kometa kraj Zemlje se trebao dogoditi 26. prosinca 2013. i to na udaljenosti od 63 milijuna km.
Prvotni parametri orbite kometa C/2012 S1 sličili su orbiti Velikog Kometa iz 1680. godine, što je ukazivalo na potencionalnu vezu između ova dva objekta. Vjerovalo se kako su oba kometa nastala fragmentacijom istog tijela. Dodatna promatranja kometa C/2012 S1 bolje su definirala njegovu putanju i isključile svaku srodnost s kometom iz 1680. godine.

## Vidljivost
Komet je pri otkriću imao prividni sjaj od +18,8 magnituda. Bio je pretaman da bi se vidio golim okom ili manjim teleskopom, no dovoljno sjajan da bude dostupan naprednim amaterima s velikim teleskopima. Komet će postajati sve sjajniji kako se bude približavao Suncu i nakon prolaska kroz perihel njegov sjaj će ponovno opasti. Komet je tokom ljetnih mjeseci 2013. godine pokazao slabiju aktivnost, te je postao vidljiv u prosječnim amaterskim teleskopima tek početkom listopada.
U listopadu komet je prošao kroz zviježđe Lava, blizu sjajne zvijezde Regul. Komet se prividno približio Marsu što je olakšalo promatračima njegovo pronalaženje. Svo ovo vrijeme sjaj kometa je zaostajao za predviđanjima sve dok početkom studenog nije doživio izbačaj mase što je uzrokovalo povećanje njegova sjaja za 10x. U studenom je komet prošao pokraj zvijezde Spika u zviježđu Djevica i planeta Saturna. Kako se približavao perihelu komet je postao sjajniji ali daleko manje od očekivanja. U satima prije prolaska kroz perihel komet je dosegnuo sjaj od magnitude -1, ali do samog trenutka prolaska kroz perihel postao je nevidljiv. Par sati nakon prolaska kroz perihel komet se ponovno pojavio ali je počeo naglo gubiti sjaj i postalo je jasno kako se komet se na kraju dezintergrirao. U sljedećih par dana ostatci kometa su isparili do nevidljivosti. Naknadna promatranja teleskopom Hubble nisu otkrila nikakve fragmente kometa.
Zbog raspada kometa u perihelu i izostanka spektakularnog prizora na nebu C/2012 S1 se uspoređuje s kometom Kohoutek iz 1973.